# پیچی لوکاس
پیچی لوکاس (انگلیسی: Pichi Lucas؛ زادهٔ ۱۴ مارس ۱۹۵۹) بازیکن فوتبال اهل اسپانیا است.
از باشگاه‌هایی که در آن بازی کرده‌است می‌توان به باشگاه فوتبال کوردوبا، باشگاه فوتبال سلتاویگو، و باشگاه فوتبال کامپوستلا اشاره کرد.